# Euphaedra pratinas
Euphaedra pratinas är en fjärilsart som beskrevs av Doubleday 1848. Euphaedra pratinas ingår i släktet Euphaedra och familjen praktfjärilar. Inga underarter finns listade i Catalogue of Life.